# 資產掛鉤票據
資產掛鈎票據（英文：Equity-Linked Note，簡稱ELN）是一種包含股票成份，並以賺取高利息為招徠的短線衍生性金融商品，所以俗稱高息票據。它是一種場外期權，組成部分包括一張無風險的票據或債券和一個與股票掛鈎的股票期權。投資者可選定某一隻藍籌股之ELN，由銀行訂出行使價、結算日、到期日及息率等條款。到期日一般介乎1至6個月，而息率一般為年息10至30厘不等，要視乎掛鈎股票的波動及風險等因素而定。當票據到期時，如被掛鈎股票的股價高於或等於行使價，票據持有人須收回票據面值，賺取利息；如股價低於行使價，票據持有人須以行使價買入股份。

## 好處
當被掛鈎的股票價格在到期日前高於或等於行使價，投資者可以賺取利息，但能否做到這一點就要考考投資者對大市或股票後市走勢的眼光。即使到期日股價跌至低於行使價被迫換取股票，投資者可選擇持有股票作中長線投資。

## 風險
當被掛鈎的股票價格在到期日前急瀉，並跌穿行使價，投資者須以高於市價的價格換取股份，導致賬面上的損失，投機者或需要止蝕離場。
為控制風險，投資人在選擇ELN時，須注意下列若干方面：
- 付款日、合約開始日、合約到期日、評價日、生效日等重要時程。
- 承作金額與最低認購單位。
- 發行價格。
- 標的資產的基本面。
- 選擇權的型式及履約價格，是否符合投資人對標的資產的未來預期。
- 損益計算的幣別。
- 期末報酬的損益分析，瞭解是否能承擔下檔風險。
- 投資人可否提前贖回。
- 發行人可否將ELN提前買回。
- 買賣的申贖手續費及交易成本。
- 發行機構的系統性風險。

## 參看
- 累計期權
- ELI

## 外部連結
- 高息票據投資策略
- 投資股票高息票據獲高回報
- 元富證券-股權連結商品ELN相關問題